# Puget Sound AVA
Puget Sound AVA (anerkannt seit 1995) ist ein Weinbaugebiet im US-Bundesstaat Washington. Puget Sound ist die einzige staatlich anerkannte Weinbauzone Washingtons westlich der Kaskadenkette.

## Geografie und Klima
Die American Viticultural Area (kurz AVA) umfasst das gesamte Gebiet der Meerenge von Puget Sound von der kanadischen Grenze im Norden bis zur Stadt Olympia im Süden.
Aufgrund der westlich der Kaskadenkette gelegenen Flächen ist der Niederschlag mit 400 – 1200 mm/Jahr deutlich höher als in den anderen AVA's in Washington, die mehrheitlich in der überregionalen Columbia Valley AVA zusammengefasst sind. Die nördliche Lage erfordert zumeist frühreifende Rebsorten wie Madeleine Angevine, Madeline Sylvaner, Müller-Thurgau und Siegerrebe aber auch speziell selektierte Klone der Sorten Spätburgunder (hier Pinot Noir genannt) und Grauburgunder (hier Pinot Gris genannt).
Mit einem recht milden Winterklima, aber einigen heftigen Frösten pro Winter gleicht das Klima dem der Muscadet-Region bei Nantes in Frankreich.

## Geschichte
Die ersten dokumentierten Anpflanzungen legte Sezessionskriegs-Veteran Lambert Evans 1872 in der Nähe der Meerenge an. Auf Stretch Island in der Nähe des heutigen Allyn-Grapeview pflanzte Evans verschiedene Selektionen der Wildrebe Vitis labrusca.

## Weinbaubetriebe
Einige der bekanntesten Weinbaubetriebe des Staates Washington wie Chateau Ste. Michelle, Columbia Winery, Novelty Hill Januik und Silver Lake liegen in Puget Sound AVA. Die meisten Weinbaubetriebe befinden sich in der Nähe von Seattle und Woodinville Wine Country. Trotz der kleinen Weinbaufläche des Weinbaugebiets sind die Betriebe von beachtlicher Größe. Chateau Ste. Michelle beispielsweise gilt als weltweit größter Riesling-Produzent. Die Betriebe kaufen in der Regel Rebmaterial aus dem nahe gelegenen Columbia Valley AVA. Aktuell verarbeitet nur ein einziger Betrieb, die Bainbridge Island Winery and Vineyards ausschließlich Rebmaterial aus der Herkunftsbezeichnung Puget Sound.